# Replisoma
Il Replisoma o sistema della DNA replicasi è un complesso di enzimi e proteine, ognuno con un compito ben preciso che favorisce la replicazione del DNA.
In termini strutturali, il replisoma è composta da due complessi di polimerasi replicativi, uno dei quali sintetizza il filamento guida mentre l'altro sintetizza il filamento ritardato. Il replisoma è composto da proteine: elicasi, DNA girasi, SSB/RPA, primasi, DNA polimerasi III, Ribonucleasi H e ligasi.
Il replisoma è un sistema che risolve le difficoltà strutturali e chimiche della replicazione del DNA, malgrado le differenze di dimensioni e di struttura dei cromosomi nei vari organismi.
Nei procarioti, ogni polinucleotide contenente materiale genetico che si divide necessita di due replisomi ad ogni forca replicativa al centro della cellula. Quando il sito terminale si replica, i due replisomi si separano dal DNA. I replisomi rimangono in una posizione fissa, al centro della cellula, legati alla membrana cellulare e al filamento di DNA che li attraversano.

## Storia
Katherine Lemon e Alan Grossman mostrarono sul Bacillus subtilis che i replisomi non si spostano come treni lungo un binario, ma il DNA viene fornito attraverso una coppia di replisomi stazionari situati nella membrana cellulare. NEl loro esperimento, i replisomi del B. subtilis erano segnati con una proteina verde fluorescente e la posizione del complesso era monitorata durante il processo di replicazione mediante microscopia a fluorescenza. Se i replisomi si fossero spostati linearmente, la proteina polimerasi-GFP sarebbe stata rinvenuta in diverse posizioni nella cellula, mentre vennero osservati replisomi fissi in alcuni punti del centro della cellula. Filamenti di DNA cellulare con una tinta blu fluorescente (DAPI) occupavano chiaramente la maggior parte dello spazio nel citoplasma.